# Ґрузи
Ґрузи (пол. Gruzy, нім. Gruhsen) — село в Польщі, у гміні Біла Піська Піського повіту Вармінсько-Мазурського воєводства.
Населення — 28 осіб (2011).

## Демографія
Демографічна структура станом на 31 березня 2011 року:
|          | Загалом | Допрацездатний вік | Працездатний вік | Постпрацездатний вік |
| -------- | ------- | ------------------ | ---------------- | -------------------- |
| Чоловіки | 16      | 1                  | 11               | 4                    |
| Жінки    | 12      | 2                  | 6                | 4                    |
| Разом    | 28      | 3                  | 17               | 8                    |